# الشیخ هلال
الشیخ هلال (به عربی: الشیخ هلال) یک روستا در سوریه است که در ناحیه سعن واقع شده‌است. الشیخ هلال ۸۳۴ نفر جمعیت دارد.